# Spilotabanus triaurius
Spilotabanus triaurius är en tvåvingeart som beskrevs av Wilkerson 1979. Spilotabanus triaurius ingår i släktet Spilotabanus och familjen bromsar.
Artens utbredningsområde är Colombia. Inga underarter finns listade i Catalogue of Life.